# 冨永幸
冨永 幸（とみなが みゆき、1987年12月27日 - ）は、奈良県出身の気象予報士、防災士である。ウェザーマップ所属。

## 来歴
奈良市立一条高等学校数理科学科、龍谷大学理工学部卒業。一般企業で人事として勤務する。
震災をきっかけに気象予報士を志し、2016年3月に気象予報士の資格を取得。
2017年4月から2019年3月まで東日本放送の番組で気象キャスターを務めていた。
2019年3月から2025年3月まで名古屋テレビ（メ〜テレ）の番組に出演していた。

## 人物
- 趣味：ピラティス、読書（森博嗣作品）、100円均一ショップ巡り、フラワーアレンジメント、ゴルフ、お菓子作り、旅行 [6]
- 特技：クラリネット
- 資格：健康気象アドバイザー、日商簿記3級、ヤマハエレクトーングレード6級

## 出演
東日本放送
- 突撃!ナマイキTV（2017年4月 - 2019年3月1日）[3]
- スーパーJチャンネルみやぎ（2017年4月 - 2019年3月15日） - 隔週出演
- 夕方LIVE!キニナル（2017年6月 - 2018年12月）「最新の天気予報」担当

メ〜テレ
- メ〜テレNEWS - 正午前[7]のニュース出演
- アップ!（2019年3月 - 2023年9月29日）- 16時台出演
- ドデスカ!+（2023年10月2日 - ） - 16時台出演
- ドデスカ!ドようびデス。（2021年4月2日 - 2024年3月30日）
- ドデスカ!（2024年4月6日 - ）- 土曜日のみ出演